# Lyulka AL-7
Le Lyulka AL-7 est un turboréacteur conçu par Arkhip Mikhailovich Lyulka et produit par Lyulka. Le moteur a été produit entre 1954 et 1970.

## Conception et développement
Le moteur AL-7 admet un flux d'air supersonique à l'entrée du premier étage du compresseur. Le prototype TR-7, développant 6 500 kgf (soit 63,7 kN) de poussée, a été testé en 1952. Ce moteur était initialement destiné au bombardier Iliouchine Il-54 (en).
La version AL-7F avec postcombustion a été créée en 1953. En 1957, le Soukhoï Su-7, motorisé avec l'AL-7F, a dépassé Mach 2 à 18 000 m d'altitude. Ces bons résultats ont conduit à la production du Su-7B et du Su-9, tous deux équipés de ce moteur. Ce moteur a également été adopté pour le Tu-128P « Fiddler » en 1960, et pour le missile de croisière AS-3 « Kangaroo ». L'hydravion Beriev Be-10 utilise lui la version AL-7PB sans postcombustion, avec des aubes de compresseur en acier inoxydable, lui donnant une résistance accrue aux agressions de l'environnement marin dans lequel il opère.